# Piz Bernina
Piz Bernina är den högsta bergstoppen i de östra Alperna, med en höjd på 4048 meter över havet. Den är en del av Berninamassivet och den ostligaste toppen över 4 000 m.ö.h. i Alperna.  Berget är beläget i kantonen Graubünden i Schweiz, några kilometer från staden St Moritz.
Berget har fått sitt namn från Berninapasset; det namngavs 1850 av Johann Coaz som också var dess första bestigare.
Poeten Johann Baptista von Tscharner skrev 1789 en dikt med 468 hexameter om berget och landskapet omkring. Berget har även en betydande roll i boken "Der König der Bernina" av Jakob Christoph Heer från året 1900. Boken filmatiserades 1929 och 1957.

## Panorama

Berninamassivet sett från Diavolezza.

## Geografi
Berget har tre toppar, och den mittersta är den högsta. Sydtoppen La Spedla ligger på italienska sidan och är 4 020 meter över havet. Nordtoppen Piz Bianco (rätoromanska: Piz Alv) är 3 995 m över havet. Den norra bergryggen som leder upp till nordtoppen kallas Biancograt (rätoromanska: Crast' Alva) och är beklädd med en karaktäristisk isvall.
Piz Bernina separerar två glaciärdalar: Tschiervaglaciären till väst, och Morteratschglasiären till öst. Smältvattnet rinner om båda sidorna på berget och rinner ut i floden Inn som löper nordväst genom Engadin. Berget ligger på vattendelaren mellan två avrinningsområden; huvudtoppen är den högsta punkten i Donaus avrinningsområde, medan sydtoppen avvattnas i floden Po.

## Bestigningar

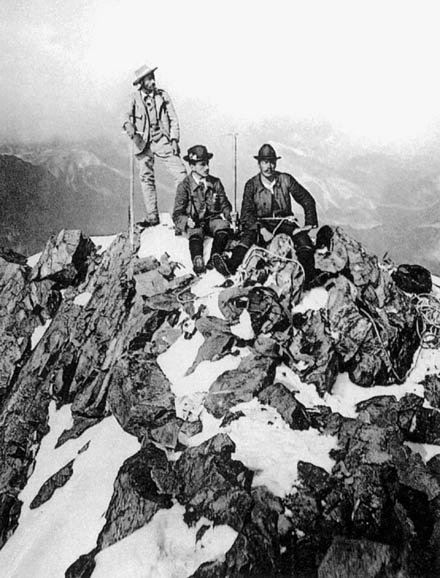
Johann Coaz på toppen av Piz Bernina.

Den allra första bestigningen gjorde via den östra bergskammen 1850 av 28-årige topografen Johann Coaz från Chur, och hans assistenter, bröderna Jon och Lorenz Ragut Tscharner. Den 13 september 1850, strax efter klockan sex på morgonen begav de sig av från Bernina värdshus på 2 050 meters höjd, med sina mätinstrument. De korsade den så kallade labyrinten på Morteratschglaciären och satte sikte mot Fuorcla Crast' Agüzza, ett pass mellan Crast' Agüzza och Piz Bernina. De nådde toppen vid 18-tiden på kvällen.
Johann Coaz skrev i sin dagok:
”Klockan 18.00 stod vi uppe på den efterlängtade höga toppen. På mark som ingen människa hade trampat på tidigare. På kantonens högsta punkt 4 052 meter över havet.”
”Allvarliga tankar grep tag i oss. Giriga ögon undersökte omgivningarna fram till den avlägsna horisonten, och tusentals och åter tusentals bergstoppar omringade oss, som klippor ur det glittrande havet av is. Häpna och förtrollade stirrade vi ut över denna storslagna bergvärld.”

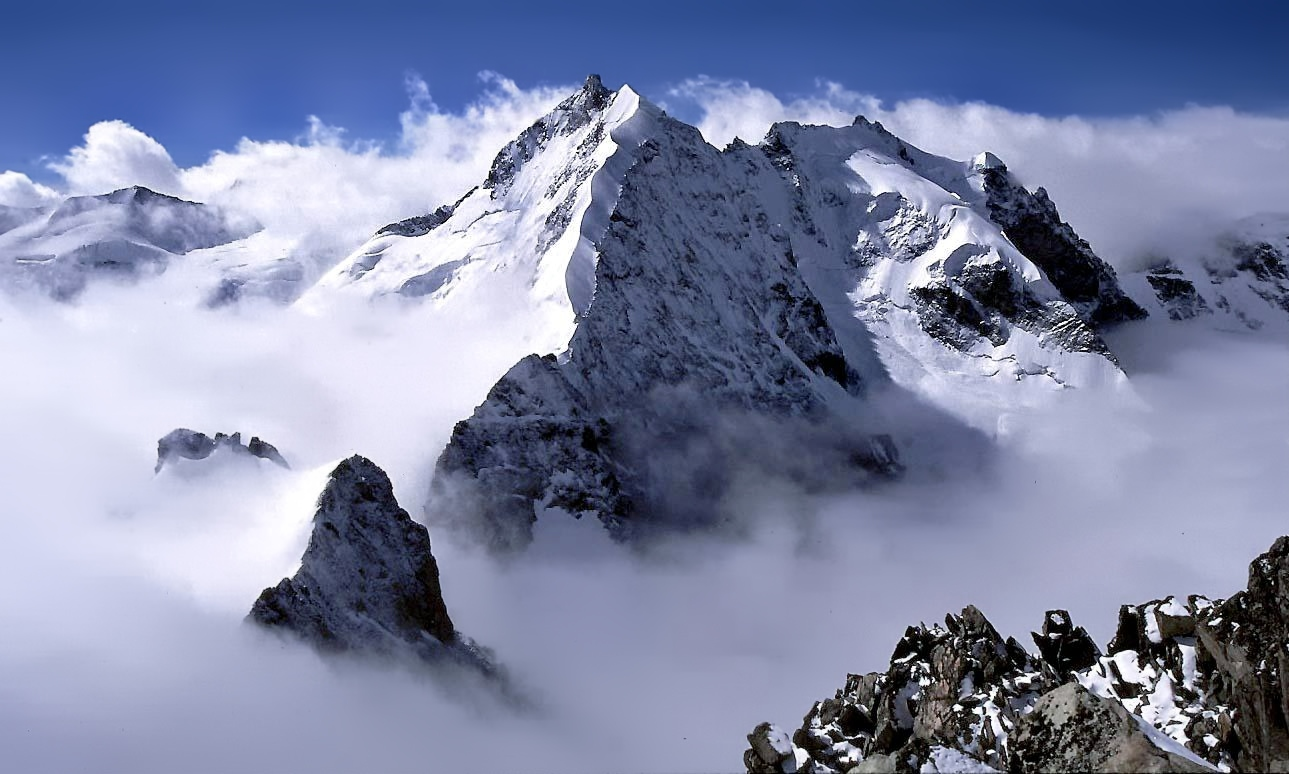
Norra bergryggen (Biancograt) med sin karaktäristiska isvall.

1866 bestegs den södra bergryggen som löper från La Spedla av Francis Fox Tuckett och F. A. Y. Brown med guiderna Christian Almer och F. Andermatten. De startade vid midnatt från Alpe Foppa på den italienska sidan, och nådde toppen vid elva på morgonen. Några timmar senare nedsteg de till Pontresina.

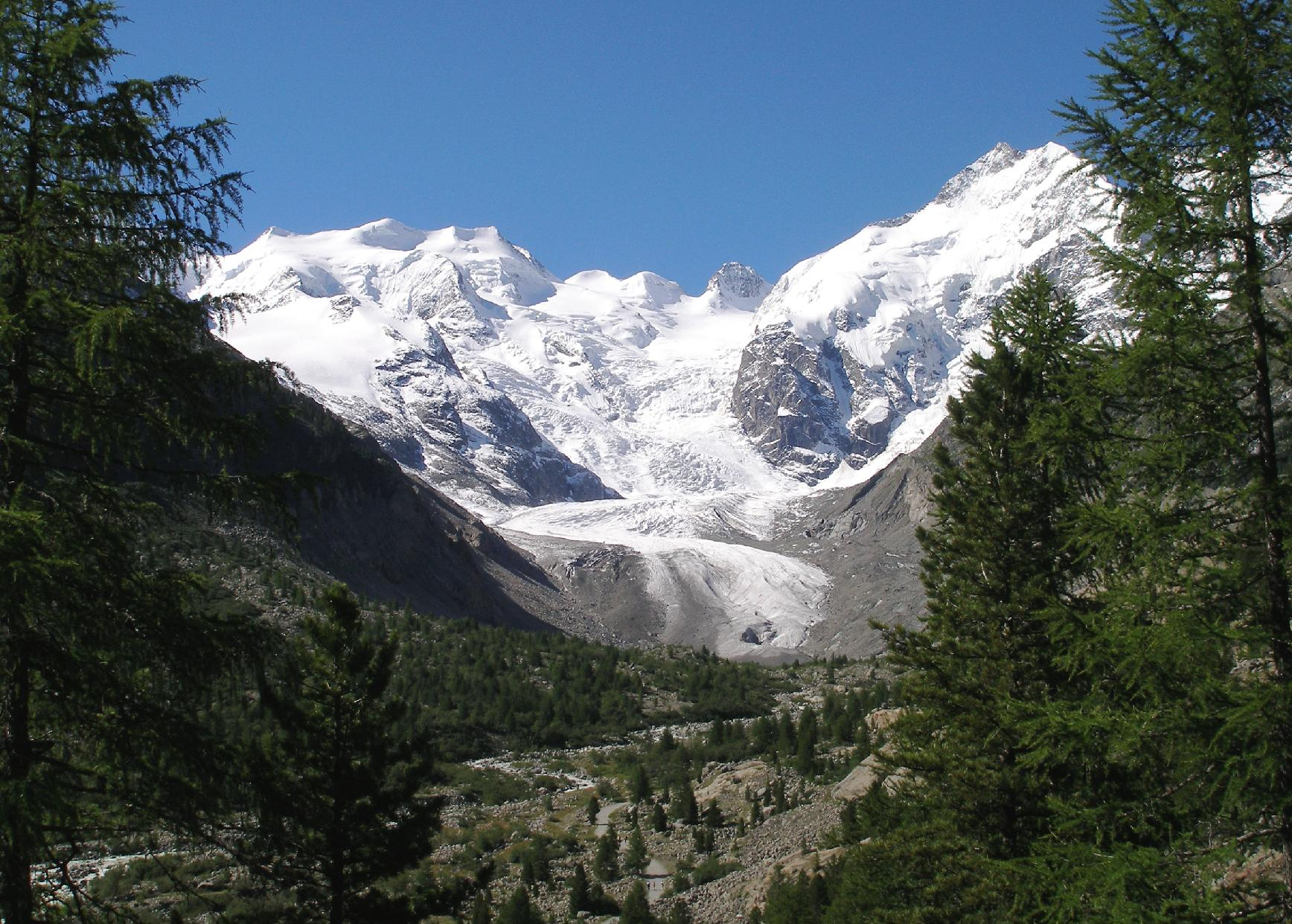
Piz Bernina och Morteratschglaciären.

Det första försöket att bestiga den norra bergryggen, Biancograt, genomfördes den 12 augusti 1876 av H. Cordier och T. Middlemore med guiderna J. Jaun och C. Maurer. De nådde framgångsrikt toppen av bergryggen, Piz Alv, men när de såg klyftan som låg mellan dem och toppen av Piz Bernina, ansåg de det vara bortom deras krafter, och de återvände nedför Biancograt. Cordier förklarade senare att klyftan var ”absolut omöjlig”.
Exakt två år senare nådde Paul Güssfeldt, tillsammans med guiderna H. Grass och J. Gross, toppen via Biancograt och åstadkom härigenom den första fullständiga bestigningen på denna rutt. Den första vinterbestigningen gjordes den 15 mars 1929 av C. Colmus med guiderna C. Grass och U. Grass. För att vinna ett vad om 200 CHF nådde Hermann Buhl toppen av Piz Bernina från Bovalstugan på sex timmar; han nedsteg sedan för den norra ryggen på bara 15 minuter och satte därmed ett rekord.

## Turism
Piz Bernina är den högsta toppen i Engadinregionen och ligger nära turistorterna St. Moritz och Pontresina. Berget kan ses från olika utsiktsplatser med hjälp av skidliftar från Diavolezza, Piz Corvatsch och Piz Nair. Tåget Berninaexpressen förbinder St. Moritz med Val Poschavio i söder genom Berninapasset.